# Kościół Matki Bożej Anielskiej i Podwyższenia Krzyża Świętego w Udaninie
Kościół Matki Bożej Anielskiej i Podwyższenia Krzyża Świętego – rzymskokatolicki kościół filialny należący do parafii św. Jana Chrzciciela w Piekarach dekanatu Strzegom diecezji świdnickiej.
Jest to poewangelicka świątynia wiejska nosząca cechy stylu arkadkowego (Rundbogenstil) i nawiązuje do stylistyki budowli zaprojektowanych przez Karla Friedricha Schinkla.
Nowy, istniejący kościół został wzniesiony ze środków miejscowej gminy ewangelickiej i ówczesnego właściciela majątku ziemskiego Juliusa von Richthofena. Miejsce po dawnym domu modlitwy zostało uznane za zbyt małe, w związku z tym został zakupiony ogród w centralnej części wsi, którego właścicielem był Johan Gottlieb Bothe. W dniu 6 kwietnia 1841 roku został położony kamień węgielny, natomiast 25 września 1842 roku została uroczyście poświęcona ukończona świątynia. W kościele zostało przewidzianych 700 miejsc siedzących, budowla otrzymała 22-głosowe organy.
W 1850 roku na wieży świątyni zostały umieszczone trzy dzwony, z których dwa zostały przetopione w czasie I wojny światowej.
Budowla jest murowana, wzniesiona z cegły i otynkowana, na rzucie prostokąta, salowa, nakryta dwuspadowym dachem, posiada fasadę poprzedzoną pięciokondygnacyjną wieżą, zakończoną ostrosłupowym dachem hełmowym. Trzy dolne kondygnacje wieży posiadają plan prostokąta, dwie górne, posiadają plan sześciokąta. Główny otwór wejściowy znajdująca się w przyziemiu wieży jest ujęty okazałym portalem w kształcie pozornego ryzalitu z trójkątnym szczytem, wyłamanym po bokach. Przy elewacji południowo-zachodniej jest umieszczona mała, wielokątną absyda prezbiterium. Narożniki budowli są ujęte pilastrami, elewacje są rozczłonkowane arkadowaniem. Szczyty fasady i elewacji południowo-zachodniej posiadają kształt tympanonów. Przy elewacjach wschodniej i zachodniej znajdują się małe kruchty nakryte dachami dwuspadowymi.
Wyposażenie świątyni powstało w 2 połowie XIX i na przełomie XIX i XX wieku.